# The Last Ride (2004)
The Last Ride ist ein US-amerikanischer Actionfilm aus dem Jahr 2004.

## Handlung
Der Film beginnt mit einer Rückblende in das Jahr 1970 an der kalifornisch-mexikanischen Grenze. Ein Pontiac GTO „The Judge“ ist auf der Flucht von der Polizei mit einer angeschossenen Frau auf dem Rücksitz. An einer Straßensperre muss der Fahrer aufgeben und wird festgenommen.
Der Film wird im „heutigen“ (zum Zeitpunkt der Veröffentlichung, etwa 2004) San Diego fortgesetzt. Matt Purnell trifft sich mit Freunden in einem Industriegebiet am Hafen zu einem illegalen Autorennen. Er soll später bei einem Einbruch helfen, lehnt aber ab. Als Matts Vater Aaron mit einem Polizeiwagen auf der Bildfläche erscheint, suchen alle Fahrer bis auf Matt das Weite. Dieser wird von seinem Vater informiert, dass Matts Großvater Ronnie – gut 30 Jahre nachdem er nahe der mexikanischen Grenze verhaftet wurde – aus dem Gefängnis entlassen wird. Gegen den Willen seines Vaters holt Matt seinen Großvater Ronnie am Gefängnis ab. Dort werden sie von Darryl Kurtz beobachtet und später auch von einem Mitarbeiter aus Kurtz’ Sicherheitsdienst überwacht.
Kates Bruder ist im Vietnamkrieg gefallen. Um die Demonstranten finanziell zu unterstützen, haben sie und Ronnie gemeinsam Geldtransporter mit Sold für Militärstützpunkte überfallen und das Geld verschenkt. Die Informationen über die Routen der Transporte erhielten sie von Kates Jugendfreund Kurtz, der damals Polizist bei der State Police war und der im Gegenzug die Hälfte der Beute erhielt. Der dritte Überfall sollte der letzte sein und Kate und Ronnie wollten sich gemeinsam mit ihrem Sohn Ronald Aaron („Junior“) nach Mexiko absetzen. Sie wurden jedoch von Kurtz verraten. Kate starb an der Schussverletzung und Kurtz erpresste von Ronnie das Sorgerecht für Aaron. Ronnie hat in seinem alten Auto Beweise über Kurtz versteckt und macht sich deshalb mit Matt und dessen Freundin JJ auf die Suche nach dem „Judge“. Um Kurtz’ Mitarbeiter Walling abzulenken, fahren Asher und Dinge mit Matts Wagen los. Dieser erkennt die Finte, erschießt Asher und Dinge und stellt Matts Wagen mit den Leichen und den von Dinge und Asher gestohlenen Computerteilen in JJs Werkstatt ab.
Matt, Ronnie und JJ finden den „Judge“ auf einer Oldtimeraustellung in der Stadt. Da die Polizei wegen Asher und Dinge nach Matt und Ronnie suchen, stehlen Ronnie und JJ einen brandneuen GTO und fliehen von der Ausstellung, während Ronnie sich stellt. Da Aaron nicht an die Schuld von Matt und Ronnie an den Morden glaubt, „beschlagnahmt“ er den Judge, um sich gemeinsam mit Ronnie auf die Suche nach den Beweismitteln gegen Kurtz zu machen. Da der Pontiac seit 1970 nicht verändert wurde, findet Ronnie den gesuchten Schließfachschlüssel in der Lichtmaschine. Matt und JJ haben sich in der Zwischenzeit in der Werkstatt von JJs altem Freund Dino versteckt. JJ modifiziert den GTO und lackiert ihn um, während Matt sich in das Firmennetzwerk von Kurtz’ Sicherheitsfirma hackt.
Als Aaron und Ronnie mit dem Beweismaterial aus dem Schließfach die Bank verlassen, werden sie von Walling und dessen Handlanger überfallen. Ronnies Entführung kann Aaron verhindern, die Beweismittel sind jedoch verloren. In der Zwischenzeit bricht Matt in Kurtz’ Privathaus ein, knackt den Tresor im Arbeitszimmer und findet eine ganze Reihe Datenträger mit illegal beschafften sensiblen Daten der Kunden der Sicherheitsfirma. Mit den Datenträgern will Matt Kurtz im Gegenzug für Beweise für seine und Ronnies Unschuld erpressen. Matt und JJ werden jedoch von Walling in Dinos Werkstatt aufgespürt und auf der Flucht verlieren sie die Datenträger.
Ronnie sinnt immer noch auf Rache. Er verabredet sich mit Kurtz in einem Steinbruch. Als sie gemeinsam im Judge sitzen gesteht Kurtz, Kate bei dem Überfall angeschossen zu haben. Das Gespräch wird von JJ mitgeschnitten. Kurz darauf fährt Ronnie mit dem Judge und Kurtz auf dem Beifahrersitz in einen Abgrund. Beim Aufprall wird das Fahrzeug schwer beschädigt und explodiert.
Matt muss sechs Monate für den Diebstahl des GTO auf der Oldtimerausstellung im Gefängnis verbringen. Am Tag seiner Entlassung holt ihn sein Vater dort ab und bringt ihn zu JJs neuer Werkstatt, die Aaron mit seinen Ersparnissen mit finanziert hat.

## Hintergrund
The Last Ride wurde für das Fernsehen produziert und am 2. Juni 2004 zum ersten Mal in den Vereinigten Staaten auf dem USA Network ausgestrahlt. Der Film wurde auch von General Motors verwendet, um für den neuen Pontiac GTO Werbung zu machen. Später wurde der Film auch außerhalb der USA veröffentlicht, meist als Direct-to-Video. Das Drehbuch schrieb Rob Cohen, der kurz zuvor Regie bei The Fast and the Furious und xXx – Triple X führte.
Artie Malesci war für seine Arbeit an Film im Jahr 2005 für den Emmy in der Kategorie Outstanding Stunt Coordination nominiert.